# Bắp chuối bụng vàng
Arachnothera flavigaster là một loài chim trong họ Nectariniidae.